# NSB Type 74
Die norwegischen Triebzüge Type 74, die von Norges Statsbaner und Norske tog beschafft wurden, basieren auf dem Stadler Flirt. Dabei handelt es sich um elektrische Niederflur-Triebzüge, die vom schweizerischen Eisenbahnhersteller Stadler Rail für den Regional- und S-Bahn-Verkehr konstruiert wurden. Ihre Anpassung an Anforderungen des Fernverkehrs erfolgte mit Aufträgen aus Norwegen. Der Hersteller erklärt FLIRT seither mit «flinker leichter Intercity- und Regional-Triebzug».
Die Type 74 stammt aus der Produktreihe „FLIRT200“, eine Intercity- und Fernverkehrsvariante mit einer Höchstgeschwindigkeit von 200 km/h.
Norges Statsbaner und später Norske tog haben seit 2008 insgesamt 150 Züge der Baureihen Type 74, Type 75 und Type 76 bestellt. Der 100. Zug wurde im Juli 2018 ausgeliefert.

## Technische Beschreibung
Die Triebzüge waren von Anfang an mit Elektroantrieb erhältlich und werden seit 2012 mit dieselelektrischem Antrieb und seit 2017 auch mit Zweikraftantrieb angeboten, der beide Systeme beinhaltet.
Große Teile der Wagen sind niederflurig und genügen damit den allgemeinen Anforderungen an die Zugänglichkeit. Aufgrund der Niederflurlösung befindet sich ein Großteil der technischen Ausrüstung auf dem Dach, wodurch es für Wartungsarbeiten leichter zugänglich ist. Die Züge verbrauchen weniger Energie pro Sitzkilometer als die Vorgänger.

### Modifikation für Norwegen

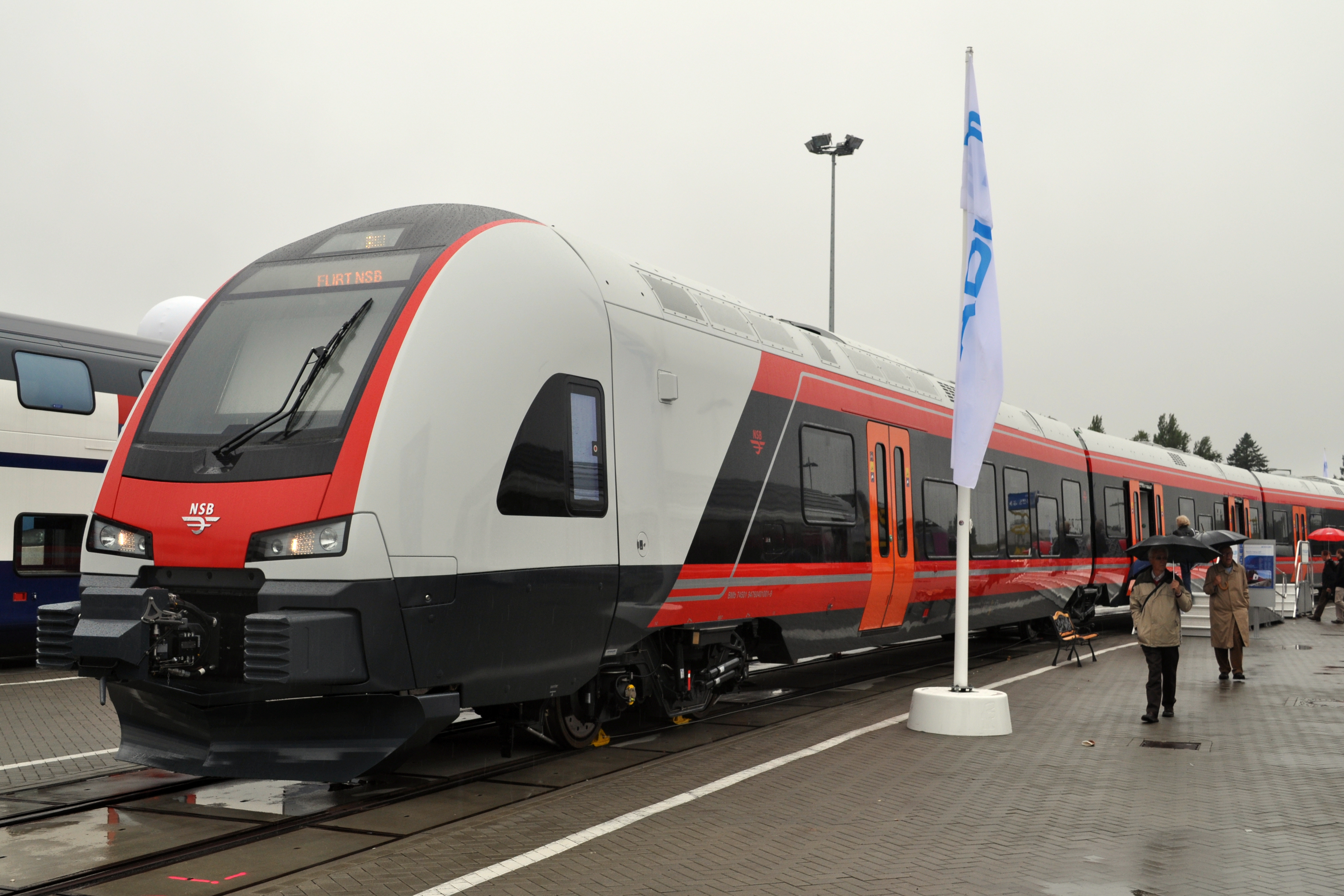
Type 74 auf der InnoTrans 2010 in Berlin

Die FLIRT-Züge basieren auf Standardkomponenten. Die für Norwegen gelieferten Triebzüge weisen jedoch mehrere Modifikationen auf. So wurde das Design der Frontseite erheblich geändert, um den Triebwagenführer besser vor Kollisionen mit Elchen und losen Gegenständen auf der Strecke zu schützen. Da die norwegischen Bahnstrecken vergleichbar mit Schweden ein breiteres Lichtraumprofil als das übrige europäische Regelspurnetz aufweisen, konnten die Einheiten einige Dezimeter breiter als die üblichen FLIRT ausgeführt werden. Die Züge sind ferner mit einem Heizsystem für die Bremsen ausgestattet. Dass alle kritischen Komponenten im Zug eingebaut oder auf dem Dach montiert wurden, ist für den Wintereinsatz von Vorteil.
Die Hauptwerkstatt für die Wartung der FLIRT-Einheiten befindet sich in Sundland in Drammen, kleinere Reparaturen werden in Nylende in Skien durchgeführt.

### Geräuschbelastung
NSB stellte bei der Bestellung die weltweit strengsten Anforderungen hinsichtlich der Geräuschbelastung. Die Einheiten wurden als leiser Zug eingestuft. Die norwegische Vereinigung für Lärm (Støyforeningen) hat die Züge als leise gelobt. Am Støyfri-Tag (lärmfrei-Tag) 2015 wurden NSB für ihr Engagement mit diesen Zügen mit dem Ehrenpreis des Vereins ausgezeichnet.
Die Verwendung von Signalhörnern ist für Anwohner an den Strecken sehr störend. Die EU-Richtlinie fordert für die Hörner eine Lautstärke von 120 dBA direkt vor dem Zug. Dies entspricht der Ohrschmerzgrenze. Die Signalhörner werden vor ungesicherten Bahnübergängen entlang der Bahnstrecken verwendet. Es wird kontinuierlich daran gearbeitet, diese Bahnübergänge zu entfernen. Bei neuen Strecken werden ungesicherte Bahnübergänge vermieden.

### Ersatz
Ursprünglich war geplant, ältere Triebzugeinheiten aus dem Verkehr zu ziehen, sobald die neuen Züge in Betrieb genommen wurden. Dies ist jedoch vom aktuellen Verkehrsaufkommen abhängig, so dass die älteren Fahrzeuge noch länger benötigt werden. Nach der Auslieferung der ersten Züge ersetzten sie hauptsächlich die Type 70, die nur noch in der Hauptverkehrszeit eingesetzt werden.

## Verwendung

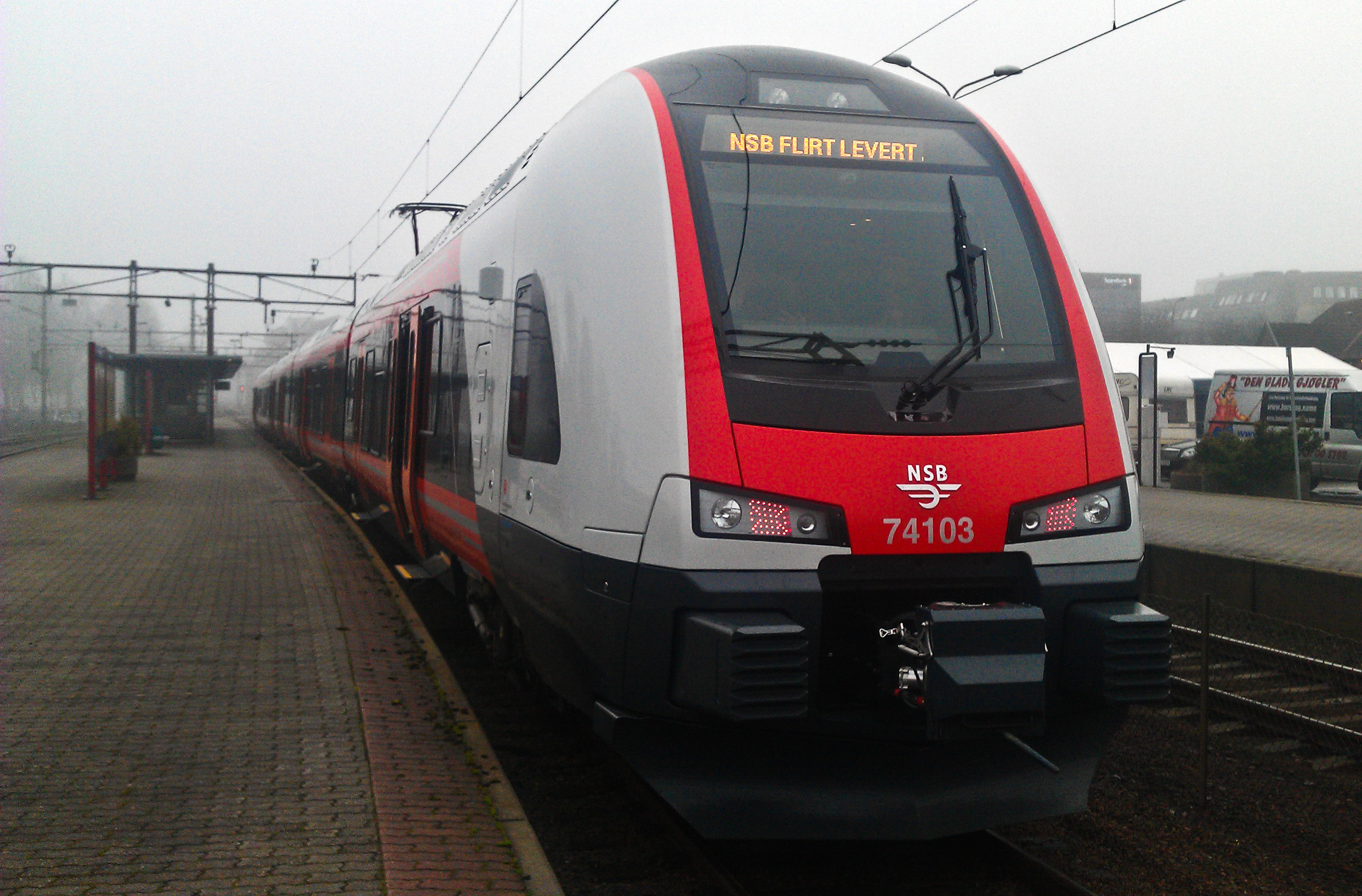
NSB Type 74 in Tønsberg

Die Triebzüge der Type 74 sind die Regionalzugvariante und wurden zuerst ausgeliefert. Diese wurden anfangs in Ostnorwegen im InterCity-Verkehr eingesetzt. Sie bedienen die Regionalzuglinien R11 Skien–Eidsvoll und R10 Drammen–Lillehammer und ersetzten die Einheiten des Typs 70. Die Einheiten der Type 74 haben gegenüber denen der Type 70 14 % mehr Sitzplätze und benötigen 20 % weniger Leistung, obwohl sie 8 % schwerer sind.
Der erste Triebzug der Type 74 wurde am 8. September 2010 fertiggestellt und zum ersten Mal während der InnoTrans Ende des Monats in Berlin gezeigt. 2011 begannen die Testfahrten.
Der erste Zug wurde am 2. Mai 2012 in Dienst gestellt. Im August 2016 wurden der Triebzug 74-37 (Einheit 36) in den Betriebsdienst übernommen. Weitere vier Fahrzeuge, die in Polen produziert wurden, wurden 2017 bestellt und 2020 ausgeliefert. 2018 wurde nochmals 13 Einheiten bestellt.
Die NSB wurden für die schmalen Sitze im Zug kritisiert, obwohl sie ½ cm breiter sind als bei der NSB Type 72. Daher wurde beschlossen, die 3 + 2-Bestuhlung durch breitere Sitze mit einer 2 + 2-Bestuhlung zu ersetzen.
Zugreihung
Ein Triebwagenzug besteht aus fünf fest zusammengekuppelten Wagen:
| Wagen | Bezeichnung | Nummer      | Sitz- /Stehplätze ursprünglich | Sitz- /Stehplätze nach Umbau | Türen | Drehgestelle                                        | Bemerkungen                                                         |
| ----- | ----------- | ----------- | ------------------------------ | ---------------------------- | ----- | --------------------------------------------------- | ------------------------------------------------------------------- |
| 1     | BMa         | 74101–74154 | 56 51                          | 38 26                        | 4     | Antriebsdrehgestell + Jakobsdrehgestell mit Wagen 2 | Ruheabteil / keine Haustiere                                        |
| 2     | BPa         | 74201–74254 | 69 58                          | 44 29                        | 4     | Jakobsdrehgestell mit Wagen 1 + Laufdrehgestell     | Verkaufsautomat / Getränkeautomat / Toilette / 2 Fahrradstellplätze |
| 3     | BCMU        | 74301–74354 | 48 51                          | 28 27                        | 4     | Antriebsdrehgestell + Jakobsdrehgestell mit Wagen 4 | 4 Rollstuhlplätze / 2 Rollstuhllifte / Behindertentoilette          |
| 4     | BPb         | 74401–74454 | 66 56                          | 38 26                        | 4     | 2 × Jakobsdrehgestell mit Wagen 3 und 5             | Getränkeautomat / Fahrradstellplatz / Toilette                      |
| 5     | BMb         | 74501–74554 | 56 50                          | 44 20                        | 2     | Jakobsdrehgestell mit Wagen 4 + Antriebsdrehgestell | Komfortbereich (1. Klasse) / Getränkeautomat                        |

(BM = 2. Klasse, Motorwagen mit Führerstand; BCMU = 2. Klasse, C = Spezialwagen mit Behindertentoilette, MU = Motorwagen ohne Führerstand; BP = 2. Klasse mit Stromabnehmer)

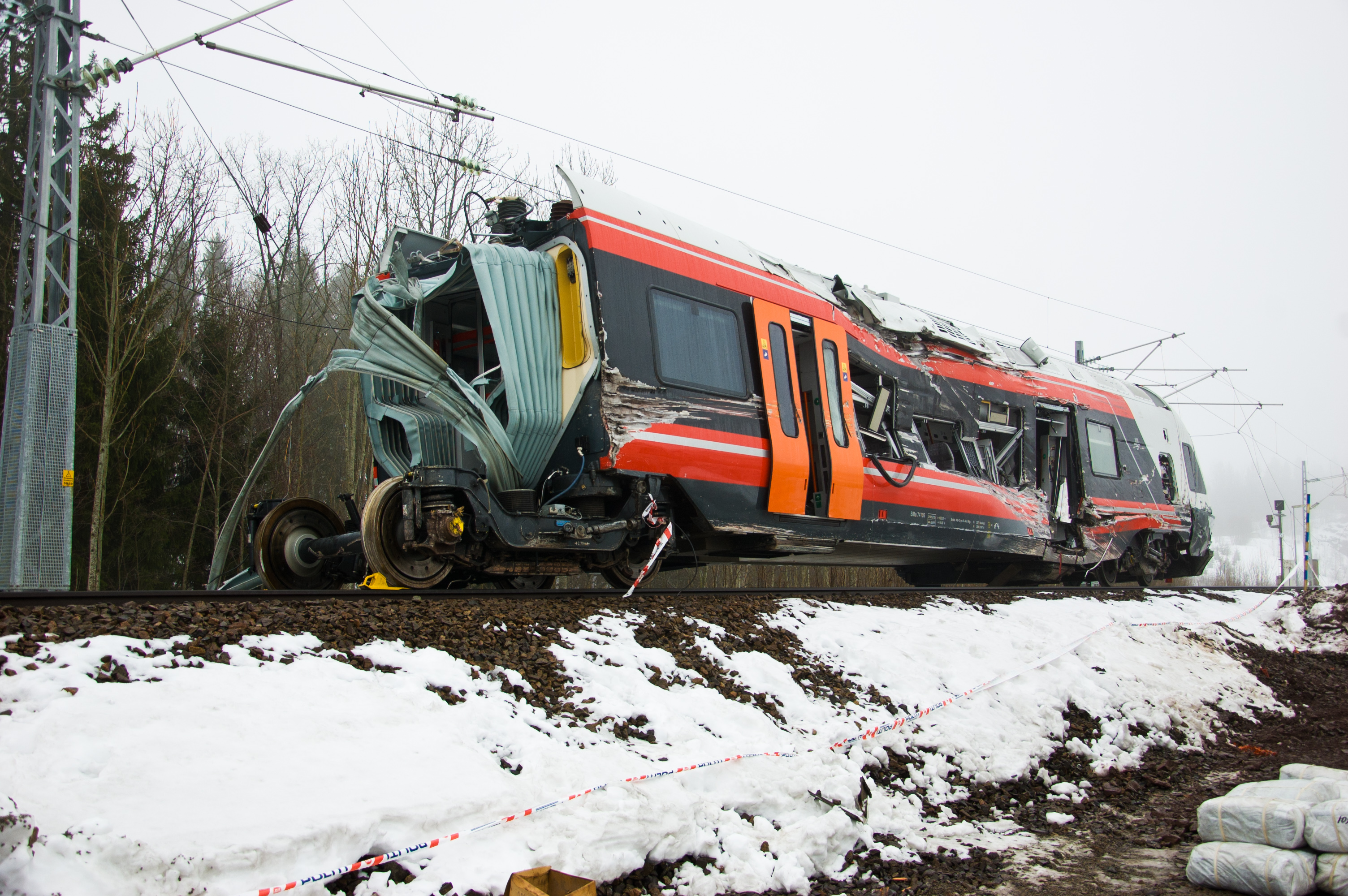
Unfall in Holmestrand
Ein schwerer Unfall während der Probefahrt in Vestfold am 15. Februar 2012 führte zu einer leichten Verzögerung der Probefahrten. Die Triebzugeinheit 74-05 stieß auf einer Strecke mit einer zulässigen Höchstgeschwindigkeit von 70 km/h mit einer Geschwindigkeit von 135 km/h gegen eine Felswand. Nachdem festgestellt wurde, dass die zu hohe Geschwindigkeit die Unfallursache war, konnten NSB die Züge weiter testen. Der Zug 74-05 wurden so beschädigt, dass er nicht repariert werden konnte. Der Triebzug wurde nicht offiziell von den NSB übernommen, sondern als Ersatzteilspender verwendet.

## Norske tog
Mit der Gründung von Norske tog gingen alle Fahrzeuge am 16. Juni 2016 an diese Gesellschaft über.

## Einsatz
Die Triebzüge sind für den Einsatz auf kurzen Regionalbahnstrecken in Norwegen gebaut, hauptsächlich für den Verkehr in Ostnorwegen, wo sie seit Juni 2020 von Vy auf den folgenden Strecken eingesetzt werden:
- RE10 Lillehammer – Oslo S – Drammen
- RE11 Eidsvoll – Oslo S – Skien
- RE20 Oslo S – Halden/Göteborg